# Felix Neuhaus
Felix Neuhaus (ur. 10 kwietnia 1928, zm. 24 stycznia 2022) – szwajcarski zapaśnik walczący w stylu wolnym. Olimpijczyk z Helsinek 1952, gdzie zajął dziesiąte miejsce w kategorii do 79 kg.
Piąty na mistrzostwach świata w 1957 i szósty w 1962 roku.

## Letnie Igrzyska Olimpijskie 1952
| Konkurencja      | Rundy eliminacyjne | Rundy eliminacyjne    | Rundy eliminacyjne   | Klas. końcowa |
| Konkurencja      | Przeciwnik I       | Przeciwnik II         | Przeciwnik III       | Miejsce       |
| ---------------- | ------------------ | --------------------- | -------------------- | ------------- |
| 79 kg styl wolny | wolny los Z        | Callie Reitz (ZPA) 'L | Gustav Gocke (FRG) P | 10.           |